# Dayan Degereki
Dayan Deerkh (Mongol cyrillique : Даян Дээрх, parfois retranscrit Dayan Deerh), ou Dayan Degereki  ( Wylie : Ta-yan Te-ri-khe) est une divinité du chamanisme mongol, omniprésente dans le chamanisme jaune. Elle est reliée à un rite de la fertilité se pratiquant dans une grotte, dans le district de Tsagaan-Üür, aïmag de Hövsgöl.
Il est à la fois une divinité de la fertilité  et un esprit gardien des initiations chamaniques, et à la fois une déité protectrices de la loi bouddhiste

## Description
Dayan Deerh est souvent décrit comme un cavalier, portant au moins quelques attributs typiquement mongols (Birtalan mentionne les bottes). Ils portent généralement sur ses représentations une triple couronne chamanique comprenant trois miroirs, bien que les statues aient un casque de guerrier. Dans une image de rouleau appartenant à un moine de Mörön, il porte un miroir autour du cou, destiné à éloigner les mauvais esprits, un attribut également utilisé par les chamanes; un collier composé de perles indiquant "la coexistence du bouddhisme et du chamanisme".